# Lgh + bil + allt jag har och äger
Lgh + bil + allt jag har och äger är en svensk filmessä från 2014 av Clara Bodén. Den är inspelad i Jämtland och reflekterar över Sveriges snabba urbanisering, geografisk tillhörighet och huruvida utflyttade unga människor bör flytta tillbaka till sina hembygder.
Filmen nominerades till Guldbaggen för bästa dokumentärfilm.

## Tillkomst
Filmen ingick i ett projekt som även omfattade en utställning med ljudinstallationer, illustrationer och dokumenterande intervjuer. Den producerades genom bolaget Vapen och dramatik och med stöd från Konstnärsnämnden, Svenska Filminstitutet, Filmpool Jämtland och Kulturbryggan.

## Utgivning
En 17 minuter lång utställningsversion visades i december 2012 i Exercishallen Norr i Östersund. Den fullständiga 50-minutersfilmen hade premiär 26 januari 2014 vid Göteborgs filmfestival. Den visades i huvudtävlan vid Tempo dokumentärfestival samma år. Filmen visades på bio i Östersund under maj 2014, med start 9 maj. Samma dag släpptes den på DVD tillsammans med en CD med ljudinstallationer och en 200-sidig bok.

## Mottagande
Jacob Lundström skrev för Flm: "Privata minnesbilder, fjällvyer och ödsliga bilfärder genom skogarna och vidderna bildar fond för [Clara Bodéns] reflektioner kring glesbygdens självbild. ... På 48 minuter hinner Lgh + bil + allt jag har och äger presentera ett slags geografisk anknytningsteori, där vi inte blir kvitt platsen vi kommer ifrån, och släpper dessutom in frisk luft från Storsjön i den svenska essäfilmens tynande tillvaro." I Länstidningen Östersund skrev Malin Palmqvist: "Boken, filmen och Cicely Irvines stämningsfulla ljudinstallationer med intervjuer av unga i länet kompletterar varandra på ett bra sätt, fokuserar på olika saker och ger möjlighet till både bredd av röster och berättelser och en i filmen rakare men också vindlande filosofisk forskningsresa – som cirklar sig fram, är repetitiv, tillåter sig att pröva, att smaka på orden, att ta om. Kameraögat kör mil efter mil av vindlande landsvägar, ser hemtama platser suggestivt filmade. Berättandet är associativt och lyssnande, tar människor på allvar."
Vid Guldbaggegalan 2015 nominerades filmen till priset för bästa dokumentärfilm.